# Saneczkarstwo na Zimowych Igrzyskach Olimpijskich Młodzieży 2012
Zawody w saneczkarstwie na Zimowych Igrzyskach Olimpijskich Młodzieży 2012 odbywały się na torze Olympic Sliding Centre Innsbruck w Igls.
Zawodnicy i zawodniczki rywalizowali w czterech konkurencjach: jedynkach mężczyzn, jedynkach kobiet, dwójkach mężczyzn oraz drużynowo. Zawody zostały rozegrane między 15 a 17 stycznia 2012 roku.

## Terminarz
| Data             | Godzina | Miejscowość | Konkurencja       | Złoto                             | Srebro                  | Brąz                    |
| ---------------- | ------- | ----------- | ----------------- | --------------------------------- | ----------------------- | ----------------------- |
| 15 stycznia 2012 |         | Igls        | Jedynki chłopców  | Christian Paffe                   | Riks Kristens Rozitis   | Toni Gräfe              |
| 16 stycznia 2012 |         | Igls        | Jedynki dziewcząt | Miriam-Stefanie Kastlunger        | Saskia Langer           | Ulla Zirne              |
| 16 stycznia 2012 |         | Igls        | Dwójki chłopców   | Florian Gruber Simon Kainzwaldner | Tim Brendl Florian Funk | Ty Andersen Pat Edmunds |
| 17 stycznia 2012 |         | Igls        | Zawody drużynowe  | Stany Zjednoczone                 | Niemcy                  | Austria                 |

## Wyniki

### Dziewczęta

#### Jedynki
| Pozycja | Zawodniczka                | Narodowość | Czas     | Strata |
| ------- | -------------------------- | ---------- | -------- | ------ |
|         | Miriam Stefanie Kastlunger | Austria    | 1:20.197 | -      |
|         | Saskia Langer              | Niemcy     | 1:20.414 | +0.217 |
|         | Ulla Zirne                 | Łotwa      | 1:20.479 | +0.282 |
| 4.      | Nina Prock                 | Austria    | 1:20.599 | +0.402 |
| 5.      | Summer Britcher            | USA        | 1:20.630 | +0.433 |
| 6.      | Andrea Vötter              | Włochy     | 1:20.745 | +0.548 |
| 7.      | Jekaterina Katnikowa       | Rosja      | 1:20.943 | +0.746 |
| 8.      | Gry Martine Mostue         | Norwegia   | 1:21.517 | +1.320 |
| 9.      | Olena Stetskiw             | Ukraina    | 1:21.637 | +1.440 |
| 10.     | Vendula Kotenova           | Czechy     | 1:21.666 | +1.469 |

### Chłopcy

#### Jedynki
| Pozycja | Zawodnik              | Narodowość | Czas     | Strata |
| ------- | --------------------- | ---------- | -------- | ------ |
|         | Christian Paffe       | Niemcy     | 1:19.603 | -      |
|         | Riks Kristens Rozitis | Łotwa      | 1:19.806 | +0.203 |
|         | Toni Gräfe            | Niemcy     | 1:19.920 | +0.317 |
| 4.      | Anton Dukach          | Ukraina    | 1:19.942 | +0.339 |
| 5.      | Mitchel Malyk         | Kanada     | 1:20.043 | +0.440 |
| 6.      | Rihards Lozbers       | Łotwa      | 1:20.113 | +0.510 |
| 7.      | John Fennell          | Kanada     | 1:20.191 | +0.588 |
| 8.      | Christian Maag        | Szwajcaria | 1:20.204 | +0.601 |
| 9.      | Armin Frauscher       | Austria    | 1:20.292 | +0.689 |
| 10.     | Simon Kainzwaldner    | Włochy     | 1:20.326 | +0.723 |

#### Dwójki
| Pozycja | Zawodnicy                            | Narodowość | Czas     | Strata |
| ------- | ------------------------------------ | ---------- | -------- | ------ |
|         | Florian Gruber/Simon Kainzwaldner    | Włochy     | 1:25.194 | -      |
|         | Tim Brendl/Florian Funk              | Niemcy     | 1:25.358 | +0.164 |
|         | Ty Andersen/Pat Edmund               | USA        | 1:25.766 | +0.572 |
| 4.      | Yury Kalinin/Sergey Belyaew          | Rosja      | 1:25.946 | +0.752 |
| 5.      | Jozef Čikovský/Patrik Tomaško        | Słowacja   | 1:25.948 | +0.754 |
| 6.      | Lorenz Koller/Thomas Steu            | Austria    | 1:26.012 | +0.818 |
| 7.      | Imants Marcinkēvičs/Kristens Putins  | Łotwa      | 1:26.400 | +1.206 |
| 8.      | Cosmin Eugen Atodiresei/Ștefan Musei | Rumunia    | 1:27.102 | +1.908 |
| 9.      | Jakub Firlej/Mateusz Woźniak         | Polska     | 1:27.303 | +2.109 |
| 10.     | Stanisław Maltsew/Oleg Faszhutdinow  | Kazachstan | 1:27.458 | +2.264 |

## Drużynowo
| Pozycja | Państwo           | Czas     | Strata |
| ------- | ----------------- | -------- | ------ |
|         | Stany Zjednoczone | 2:18.310 | -      |
|         | Niemcy            | 2:18.708 | +0.398 |
|         | Austria           | 2:18.863 | +0.553 |
| 4.      | Rosja             | 2:19.681 | +1.371 |
| 5.      | Włochy            | 2:19.857 | +1.547 |
| 6.      | Łotwa             | 2:20.123 | +1.813 |
| 7.      | Ukraina           | 2:20.189 | +1.879 |
| 8.      | Kazachstan        | 2:20.996 | +2.686 |
| 9.      | Słowacja          | 2:21.276 | +2.966 |
| 10.     | Polska            | 2:21.913 | +3.603 |